# Slowakije op de Olympische Zomerspelen 2008
Slowakije nam deel aan de Olympische Zomerspelen 2008 in Peking, China. Slowakije debuteerde op de Zomerspelen in 1996 en deed in 2008 voor de vierde keer mee. Net als vier jaar eerder won het zes medailles. Het won een recordaantal goud.

## Medailleoverzicht
| Sport       | Olympiër                                                   | Discipline             | Medaille |
| ----------- | ---------------------------------------------------------- | ---------------------- | -------- |
| Kanovaren   | Michal Martikán                                            | C-1 slalom (m)         | Goud     |
| Kanovaren   | Pavol Hochschorner Peter Hochschorner                      | C-2 slalom (m)         | Goud     |
| Kanovaren   | Elena Kaliská                                              | K-1 slalom (v)         | Goud     |
| Kanovaren   | Michal Riszdorfer Richard Riszdorfer Juraj Tarr Erik Vleck | K-4 1000m (m)          | Zilver   |
| Schietsport | Zuzana Stefecekova                                         | trap (v)               | Zilver   |
| Worstelen   | David Musuľbes                                             | -120kg vrije stijl (m) | Zilver   |

* Deze medaille werd in een later stadium aangepast van brons naar zilver (na diskwalificatie van de gouden medaillewinnaar).

## Deelnemers en resultaten

### Atletiek
| Olympiër          | Onderdeel              | Resultaat | Prestatie |
| ----------------- | ---------------------- | --------- | --- |
| Jozef Repčìk      | 800m (m)               | 46e       | serie 2: 5de in 1.48,26 |
| Matej Tóth        | 20km snelwandelen (m)  | 26e       | 1:23.17 |
| Miloš Bátovský    | 50km snelwandelen (m)  | 35e       | 4:06.30 |
| Peter Korčok      | 50km snelwandelen (m)  | DNF       | niet gefinisht |
| Kazimír Verkin    | 50km snelwandelen (m)  | 47e       | 4:21.26 |
| Dmitrij Vaľukevič | hink-stap-springen (m) | 14e       | kwalificatie groep A: 9de met 17,08m |
| Peter Horák       | hoogspringen (m)       | 34e       | kwalificatie groep A: 17de met 2,15m |
| Milan Haborák     | kogelstoten (m)        | 30e       | kwalificatie groep A: 14de met 19,32m |
| Libor Charfreitag | kogelslingeren (m)     | 8e        | kwalificatie groep B: 6de met 76,61m finale: 8ste met 78,65m |
| Miloslav Konopka  | kogelslingeren (m)     | 23e       | kwalificatie groep A: 11de met 71,96m |
| Slaven Dizdarevič | tienkamp (m)           | 23e       | 100m: 23ste in 11,16 verspringen: 24ste met 7,02m kogelstoten: 22ste met 13,97m hoogspringen: 17de met 1,96m 400m: 30ste in 52,02 110m horden: 27ste in 15,61 discuswerpen: 24ste met 39,86m polsstokhoogspringen: 21ste met 4,00m speerwerpen: 25ste met 43,58m 1500m: 20ste in 4.21,42 totaal: 7021 punten |

- Miriam Bobková
- Martina Hrašnová
- Lucia Klocová
- Zuzana Malíková
- Zuzana Tomas
- Dana Velďáková
- Jana Velďáková

### Badminton
- Eva Sládeková

### Gewichtheffen
- Ondrej Kutlík

### Gymnastiek
- Ivana Kováčová

### Judo
- Zoltán Pálkovács

### Kanovaren
- Peter Cibák
- Pavol Hochschorner
- Peter Hochschorner
- Elena Kaliská
- Ivana Kmeťová
- Martina Kohlová
- Michal Martikán
- Mário Ostrčil
- Michal Riszdorfer
- Richard Riszdorfer
- Juraj Tarr
- Erik Vlček

### Schietsport
- Danka Barteková
- Mário Filipovič
- Jozef Gönci
- Pavol Kopp
- Daniela Pešková
- Zuzana Štefečeková
- Erik Varga

### Tafeltennis
- Eva Ódorová

### Tennis
- Dominika Cibulková
- Daniela Hantuchová
- Dominik Hrbatý
- Janette Husárová

### Triathlon
- Pavel Šimko

### Wielersport
- Roman Broniš
- Matej Jurčo
- Janka Števková
- Ján Valach

### Worstelen
- David Musulbes
- Attila Bátky

### Zeilen
- Patrik Pollák

### Zwemmen
- Ľuboš Križko
- Denisa Smolenová
- Martina Moravcová

Afghanistan · Albanië · Algerije · Amerikaanse Maagdeneilanden · Amerikaans-Samoa · Andorra · Angola · Antigua en Barbuda · Argentinië · Armenië · Aruba · Australië · Azerbeidzjan · Bahama's · Bahrein · Bangladesh · Barbados · België · Belize · Benin · Bermuda · Bhutan · Bolivia · Bosnië en Herzegovina · Botswana · Brazilië · Britse Maagdeneilanden · Bulgarije · Burkina Faso · Burundi · Cambodja · Canada · Centraal-Afrikaanse Republiek · Chili · China · Chinees Taipei · Colombia · Comoren · Congo-Brazzaville · Congo-Kinshasa · Cookeilanden · Costa Rica · Cuba · Cyprus · Denemarken · Djibouti · Dominica · Dominicaanse Republiek · Duitsland · Ecuador · Egypte · El Salvador · Equatoriaal-Guinea · Eritrea · Estland · Ethiopië · Fiji · Filipijnen · Finland · Frankrijk · Gabon · Gambia · Georgië · Ghana · Grenada · Griekenland · Groot-Brittannië · Guam · Guatemala · Guinee · Guinee‑Bissau · Guyana · Haïti · Honduras · Hongarije · Hongkong · Ierland · IJsland · India · Indonesië · Irak · Iran · Israël · Italië · Ivoorkust · Jamaica · Japan · Jemen · Jordanië · Kaaimaneilanden · Kaapverdië · Kameroen · Kazachstan · Kenia · Kirgizië · Kiribati · Koeweit · Kroatië · Laos · Lesotho · Letland · Libanon · Liberia · Libië · Liechtenstein · Litouwen · Luxemburg · Macedonië · Madagaskar · Malawi · Malediven · Maleisië · Mali · Malta · Marshalleilanden · Marokko · Mauritanië · Mauritius · Mexico · Micronesië · Moldavië · Monaco · Mongolië · Montenegro · Mozambique · Myanmar · Namibië · Nauru · Nederland · Nederlandse Antillen · Nepal · Nicaragua · Nieuw-Zeeland · Niger · Nigeria · Noord-Korea · Noorwegen · Oeganda · Oekraïne · Oezbekistan · Oman · Oostenrijk · Oost‑Timor · Pakistan · Palau · Palestina · Panama · Papoea-Nieuw-Guinea · Paraguay · Peru · Polen · Portugal · Puerto Rico · Qatar · Roemenië · Rusland · Rwanda · Saint Kitts en Nevis · Saint Lucia · Saint Vincent en Grenadines · Salomonseilanden · Samoa · San Marino · Sao Tomé en Principe · Saoedi-Arabië · Senegal · Servië · Seychellen · Sierra Leone · Singapore · Slovenië · Slowakije · Soedan · Somalië · Spanje · Sri Lanka · Suriname · Swaziland · Syrië · Tadzjikistan · Tanzania · Thailand · Togo · Tonga · Trinidad en Tobago · Tsjaad · Tsjechië · Tunesië · Turkije · Turkmenistan · Tuvalu · Uruguay · Vanuatu · Venezuela · Verenigde Arabische Emiraten · Verenigde Staten · Vietnam · Wit-Rusland · Zambia · Zimbabwe · Zuid-Afrika · Zuid-Korea · Zweden · Zwitserland
Uitgesloten van deelname: Brunei